# 2-Azetyna
2-Azetyna – organiczny związek chemiczny należący do nienasyconych związków heterocyklicznych. 2-Azetyna zbudowana jest z pierścienia, w skład którego wchodzą trzy atomy węgla oraz jeden atom azotu, który jest w pierścieniu heteroatomem. 2-Azetyna jest jednym z dwóch izomerów azetyny, w którym wiązanie podwójne występuje w pierścieniu pomiędzy atomami węgla.